# Georges Delerue

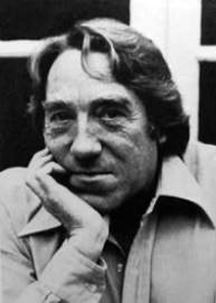
Georges Delerue

Georges Delerue (* 12. März 1925 in Roubaix; † 20. März 1992 in Los Angeles) war ein französischer Komponist. Er schuf unter anderem die Filmmusik zu mehr als 300 Spielfilmen.

## Karriere
Delerue studierte am Pariser Konservatorium unter der Anleitung von Darius Milhaud. 1949 wurde er mit dem Prix de Rome ausgezeichnet. 1952 wurde er zum Komponisten und Chef des französischen Rundfunkorchesters ernannt. Ende der 1950er Jahre widmete sich Delerue zunehmend der Komposition von Filmmusik. Während seines Schaffens deckte er ein breites Spektrum von Filmgenres ab. Zu Beginn seiner Karriere arbeitete er eng mit François Truffaut (Jules und Jim, Die süße Haut, Die amerikanische Nacht) zusammen, aber auch andere Regisseure der französischen Nouvelle Vague suchten die Zusammenarbeit mit ihm, so Jean-Luc Godard für seinen Film Die Verachtung, Alain Resnais, Louis Malle und Bernardo Bertolucci.
Der Erfolg der Regisseure verhalf Delerue zu seinem eigenen internationalen Durchbruch, und 1969 erhielt der Komponist seine erste Oscar-Nominierung für die Filmmusik zu Charles Jarrotts Historiendrama Königin für tausend Tage. 1972 begann er an verschiedenen Hollywood-Produktionen mitzuarbeiten. 1983 entstand unter der Regie von Mike Nichols der Spielfilm Silkwood. 1991 komponierte Delerue den Score zum Film Black Robe. 1980 gewann Delerue für seine Musik zu George Roy Hills Spielfilm Ich liebe dich – I Love You – Je t’aime den Oscar für die beste Musik. Weitere vier Mal war er für einen Oscar nominiert. Von 1979 bis 1981 gewann er dreimal in Folge den französischen Filmpreis César. Zweimal war Delerue im Lauf seiner Karriere für einen Golden Globe Award nominiert.
Delerues hauptsächliches Schaffen galt zwar der Filmmusik, beschränkte sich jedoch nicht auf diese. Daneben komponierte er auch Orchesterwerke und Kammermusik für den Konzertsaal sowie Bühnenwerke, z. B. die Opern Ariane (1954), Le chevalier de neige (1961), Medis et Alysio (1974) und die Musik zu dem Ballett La Leçon von Flemming Flindt (1963). Georges Delerue starb am 20. März 1992 in Los Angeles acht Tage nach seinem 67. Geburtstag.

## Nach Georges Delerue benannte Preise
Nach Delerue wurden der Georges Delerue Award, ein seit 1992 auf dem Film Fest Gent verliehener Preis für die beste Filmmusik, und der George Delerue Memorial Scholarship Award benannt, ein vom Berklee College of Music vergebener Preis für hervorragende Leistungen auf dem Gebiet der Filmmusik. Der Preis ist mit 6000 US-Dollar dotiert.

## Filmografie (Auswahl)
- 1957: Alchimie der Liebe (Un amour de poche)
- 1959: Hiroshima, mon amour (Hiroshima mon amour)
- 1960: Der Panther wird gehetzt (Classe tous risques)
- 1960: Liebesspiele (Les Jeux de l’amour)
- 1960: Schießen Sie auf den Pianisten (Tirez sur le pianiste)
- 1960: Wo bleibt die Moral, mein Herr? (Le Farceur)
- 1961: Affäre Nina B. (L’affaire Nina B.)
- 1961: Liebhaber für fünf Tage (L’amant de cinq jours)
- 1961: Noch nach Jahr und Tag (Une aussi longue absence)
- 1962: Jules und Jim (Jules et Jim)
- 1962: Liebe mit zwanzig (L’amour à vingt ans)
- 1962: Cartouche, der Bandit (Cartouche)
- 1963: Die Verachtung (Le mépris)
- 1964: Eddie – wenn das deine Mutti wüßte! (Laissez tirer les tireurs)
- 1964: 100.000 Dollar in der Sonne (Cent mille dollars au soleil)
- 1964: Schlafzimmerstreit (The Pumpkin Eater)
- 1964: Abenteuer in Rio (L’homme de Rio)
- 1964: Ich war eine männliche Sexbombe (Un monsieur de compagnie)
- 1964: Die süße Haut (La peau douce)
- 1964: Radieschen von unten (Des pissenlits par la racine)
- 1964: Mata Hari, Agent H. 21
- 1964: Die Hölle von Algier (L’Insoumis)
- 1965: Die Versuchung heißt Jenny (Los pianos mecánicos)
- 1965: Viva Maria!
- 1965: Die tollen Abenteuer des Monsieur L. (Les Tribulations d’un chinois en Chine)
- 1966: Herzkönig (Le Roi de cœur)
- 1967: Die 25. Stunde (La 25e Heure)
- 1967: Das Geheimnis des Wilhelm Storitz (Le secret de Wilhelm Storitz)
- 1966: Ein Mann zu jeder Jahreszeit (A Man for All Seasons)
- 1968: Schußfahrt nach San Remo (Les cracks)
- 1969: Königin für tausend Tage (Anne of the Thousand Days)
- 1969: Das Superhirn (Le cerveau)
- 1969: Onkel Paul, die große Pflaume (Hibernatus)
- 1969: Eine Reise mit der Liebe und dem Tod (A Walk with Love and Death)
- 1969: Pack den Tiger schnell am Schwanz (Le diable par la queue)
- 1970: Der große Irrtum (Il conformista)
- 1970: Mauregard
- 1971: Malpertuis
- 1971: Zwei Mädchen aus Wales und die Liebe zum Kontinent (Les deux Anglaises et le continent)
- 1972: Ein schönes Mädchen wie ich (Une belle fille comme moi)
- 1972: Die Affaire (Chère Louise, La lunga notte di Louise)
- 1973: Der Schakal (The Day of the Jackal)
- 1973: Der Tag des Delphins (The Day of the Dolphin)
- 1973: Die amerikanische Nacht (La nuit américaine)
- 1974: Befreiung aus der Ehe (La femme de Jean)
- 1974: Die Ohrfeige (La gifle)
- 1975: Die gelbe Karawane (La cloche tibétaine)
- 1975: Nachtblende (L’important c’est d’aimer)
- 1976: Der große Angeber (Le grand escogriffe)
- 1976: Police Python 357
- 1977: Frau zu verschenken (Preparez vos mouchoirs)
- 1977: Julia
- 1979: Ich liebe dich – I Love You – Je t’aime (A Little Romance)
- 1979: Liebe auf der Flucht (L’amour en fuite)
- 1980: Die letzte Metro (Le dernier Métro)
- 1980: Richards Erbe (Richard’s Things) – Regie: Anthony Harvey
- 1981: Das Verhör (Garde à vue)
- 1981: Fesseln der Macht (True Confessions)
- 1981: Die Frau nebenan (La Femme d’à côté)
- 1981: Reich und berühmt (Rich and Famous)
- 1982: Ein mörderischer Sommer (L’Été meurtrier)
- 1982: Die Spaziergängerin von Sans-Souci (La Passante du Sans-Souci)
- 1983: Auf Liebe und Tod (Vivement dimanche!)
- 1983: Der Buschpilot (L’Africain)
- 1983: Gefährliches Dreieck (Exposed)
- 1983: Silkwood
- 1983: Der schwarze Hengst kehrt zurück (The Black Stallion Returns)
- 1984: Die Glorreichen (Les Morfalous)
- 1984: Le bon Plaisir – Eine politische Liebesaffäre (Le Bon plaisir)
- 1985: Agnes – Engel im Feuer (Agnes of God)
- 1985: Im Schatten des Triumphbogens (Arch of Triumph)
- 1986: Salvador
- 1986: Platoon
- 1986: In guten und in schlechten Zeiten (Mesmerized)
- 1986: Gangster Kid
- 1986: Gesetz des Terrors (Sword of Gideon)
- 1986: Ehrbare Ganoven (Conseil de famille)
- 1986: Verbrecherische Herzen (Crimes of the heart)
- 1987: Jack, der Aufreißer (The Pick-Up Artist)
- 1987: Todesgrüße aus Havanna (Her Secret Life)
- 1987: Flucht aus Sobibor (Escape from Sobibor)
- 1987: A Man in Love (Un homme amoureux)
- 1988: Chouans! – Revolution und Leidenschaft (Chouans!)
- 1988: Der Priestermord (To Kill a Priest)
- 1988: Das Haus in der Carroll Street (The House on Carroll Street)
- 1988: Ein schicksalhafter Sommer (A Summer Story)
- 1988: Twins – Zwillinge (Twins)
- 1988: Biloxi Blues
- 1988: Memories of Me
- 1989: Georg Elser – Einer aus Deutschland
- 1989: Die Französische Revolution (La Révolution française)
- 1989: Magnolien aus Stahl (Steel Magnolias)
- 1989: Ninas Alibi (Her Alibi)
- 1990: Ein fremder Klang (Cadence)
- 1990: Joe gegen den Vulkan (Joe Versus the Volcano)
- 1991: Amerikanische Freundinnen (American Friends)
- 1991: Curly Sue – Ein Lockenkopf sorgt für Wirbel (Curly Sue)
- 1991: Black Robe – Am Fluß der Irokesen (Black Robe)
- 1991: Die schöne Lili (La Reine blanche)
- 1992: Diên Biên Phú – Symphonie des Untergangs (Diên biên phu – De la bataille au film)
- 1992: Man Trouble – Auf den Hund gekommen (Man Trouble)

## Auszeichnungen

### Oscar
- 1969: Nominierung in der Kategorie Beste Filmmusik für Königin für tausend Tage
- 1973: Nominierung in der Kategorie Beste Filmmusik für Der Tag des Delphins
- 1977: Nominierung in der Kategorie Beste Filmmusik für Julia
- 1979: Beste Filmmusik für A Little Romance
- 1985: Nominierung in der Kategorie Beste Filmmusik für Agnes – Engel im Feuer

### César
- 1977: Nominierung in der Kategorie Beste Filmmusik für Police Python
- 1979: Beste Filmmusik (Frau zu verschenken)
- 1980: Beste Filmmusik für Liebe auf der Flucht
- 1981: Beste Filmmusik für Die letzte Metro

### Golden Globe Award
- 1973: Nominierung in der Kategorie Beste Filmmusik für Der Tag des Delphins
- 1979: Nominierung in der Kategorie Beste Filmmusik für A Little Romance